# Districtul Al-Suqaylabiyah

Districtul Al-Suqaylabiyah, within Guvernoratul Hama.

Districtul Al-Suqaylabiyah (în arabă السقيلبية As Suqailabiya) este un district (mantiqah) care aparține din punct de vedere administrativ Guvernoratului Hama, Siria. La recensământul oficial din 2004, districtul avea o populație de 240.091. Centrul administrativ este orașul Al-Suqaylabiyah. Districtul include cea mai mare parte a Campiei Al-Ghab.

## Sub-districte
Districtul Hama este împărțit în cinci subdistricte sau nahiyah-uri (populație conform recensământului oficial din 2004):
- Subdistrictul Al-Suqaylabiyah (ناحية السقيلبية): populație 49.686.[2]
- Subdistrictul Tell Salhab (ناحية تلسلحب): populație 38.783.[3]
- Subdistrictul Al-Ziyarah (ناحية الزيارة): populație 38.872.[4]
- Subdistrictul Shathah (ناحية شطحة): populație 25.273.[5]
- Subdistrictul Qalaat al-Madiq (ناحية قلعة المضيق): populație 85.597.[6]